# OnlyOffice
OnlyOffice (precedentemente TeamLab o, colloquialmente OnlyOffis), stilizzato come ONLYOFFICE, è una suite per ufficio con software gratuito ed un ecosistema di applicazioni collaborative. È dotato di editor online per documenti di testo, fogli di calcolo, presentazioni, moduli e PDF e della piattaforma collaborativa basata su stanze.
OnlyOffice viene fornito come SaaS o con installazione per l'implementazione su una rete privata. L'accesso al sistema avviene tramite un portale online privato.

## Edizioni internazionali
Le edizioni internazionali di OnlyOffice in vari paesi includono:
- I documenti collaborativi CloudStor Online di AARNet, la rete nazionale di ricerca e istruzione australiana, erano basati sulla suite per ufficio OnlyOffice.[1] CloudStor è stato disattivato da AARNet nel dicembre 2023[2]
- In Repubblica ceca OnlyOffice viene commercializzato come parte della soluzione IceWarp, un'alternativa ceca a M365 o GSuite.[3]
- L'integrazione tra la suite OnlyOffice e Jalios JPlatform (Francia) consente agli utenti di creare e co-creare documenti di testo, fogli di calcolo e presentazioni online dalla loro piattaforma Jalios[4]
- Gli editor di documenti, presentazioni e fogli di calcolo all'interno della suite per ufficio crittografata CryptPad (Francia) sono un'integrazione di OnlyOffice.[5]
- OnlyOffice è utilizzato in ByCS (BayernCloud Schule), la piattaforma per il supporto digitale nella vita scolastica quotidiana lanciata in Baviera, Germania.[6]
- Teppi Technology, sviluppatore giapponese di sistemi di condivisione e ricerca di file, ha integrato OnlyOffice nel motore di ricerca aziendale chiamato FileBlog.[7]
- Gli editor di documenti, fogli di calcolo e presentazioni di OnlyOffice sono commercializzati in Russia come R7-Office.[8]
- Infomaniak (Svizzera) ha integrato OnlyOffice nella suite kDrive con il proprio marchio per fornire agli utenti la possibilità di modificare i documenti Office.[9]
- PDFFiller (USA), che offre l'editor PDF nativo di OnlyOffice Documents.[10]

## Integrazioni di OnlyOffice Docs
OnlyOffice Docs può essere integrato in altre piattaforme di condivisione, soluzioni CMS e LMS.
| Connettore        | Sviluppatori dei connettori disponibili  | Integrazioni API / WOPI | Lingue                                           | Licenza       | Versione attuale | Caratteristiche                  | Caratteristiche | Caratteristiche | Caratteristiche               | Caratteristiche                |
| Connettore        | Sviluppatori dei connettori disponibili  | Integrazioni API / WOPI | Lingue                                           | Licenza       | Versione attuale | Formati per la modifica          | Collaborazione  | JWT             | Integrazione mobile integrata | Integrazione desktop integrata |
| ----------------- | ---------------------------------------- | ----------------------- | ------------------------------------------------ | ------------- | ---------------- | -------------------------------- | --------------- | --------------- | ----------------------------- | ------------------------------ |
| Alfresco          | Ascensio System SIA                      | + / -                   | Java, Javascript, FreeMarker                     | GNU AGPL v3.0 | 5.1.1            | OOXML, ODF, DOCXF, OFORM, altri  | Yes             | Yes             | N.D.                          | No                             |
| Chamilo           | Ascensio System SIA                      | + / -                   | PHP                                              | Apache 2.0    | 1.2.0            | OOXML, DOCXF, OFORM              | Yes             | Yes             | No                            | No                             |
| Confluence        | Ascensio System SIA                      | + / -                   | Java, JavaScript, CSS, Closure Templates         | Apache 2.0    | 3.1.0            | OOXML, ODF, DOCXF, OFORM, altri  | Yes             | Yes             | No                            | No                             |
| HumHub            | Ascensio System SIA                      | + / -                   | PHP, JavaScript, Shell                           | GNU AGPL v3.0 | 2.4.0            | OOXML, ODF, DOCXF, OFORM, altri  | Yes             | Yes             | No                            | No                             |
| Jira              | Ascensio System SIA                      | + / -                   | Java, JavaScript, CSS                            | Apache 2.0    | 1.1.0            | OOXML, DOCXF, OFORM              | Yes             | No              | No                            | No                             |
| Liferay           | Ascensio System SIA / SMC TREVISO S.R.L. | + / -                   | Java                                             | Apache 2.0    | 2.1.0            | OOXML, DOCXF, OFORM              | Yes             | Yes             | No                            | Yes                            |
| Moodle            | Ascensio System SIA / Logic Expertise    | + / -                   | PHP, JavaScript, Moustache, CSS                  | Apache 2.0    | 2.1.0            | OOXML, ODF, DOCXF, OFORM, altri  | Yes             | No              | No                            | No                             |
| Nextcloud         | Ascensio System SIA                      | + / -                   | PHP, JavaScript, CSS, HTML                       | Apache 2.0    | 7.3.2            | OOXML, ODF, DOCXF, OFORM, altri  | Yes             | Yes             | Yes                           | Yes                            |
| Nuxeo             | Ascensio System SIA                      | + / -                   | Java, HTML, FreeMarker                           | Apache 2.0    | 2.0.0            | OOXML, DOCXF, OFORM              | Yes             | No              | No                            | No                             |
| ownCloud          | Ascensio System SIA                      | + / -                   | JavaScript, PHP                                  | Apache 2.0    | 7.3.3            | OOXML, ODF, DOCXF, OFORM, altri  | Yes             | Yes             | Yes                           | Yes                            |
| Plone             | Ascensio System SIA                      | + / -                   | Python, RobotFramework, CSS, Shell               | Apache 2.0    | 2.1.1            | OOXML, DOCXF, OFORM              | Yes             | Yes             | No                            | No                             |
| Redmine           | Ascensio System SIA                      | + / -                   | Ruby, HTML, JavaScript, CSS                      | Apache 2.0    | 1.1.0            | OOXML, DOCXF, OFORM              | Yes             | No              | No                            | No                             |
| SharePoint        | Ascensio System SIA                      | + / +                   | C#, ASP.NET, PowerShell, CSS, Gherken, Batchfile | GNU AGPL v3.0 | 2.1              | OOXML                            | Yes             | No              | No                            | No                             |
| Agorum            | Agorum® Software GmbH                    | + / -                   | N.D.                                             | N.D.          | N.D.             | OOXML, ODF, DOCXF, OFORM, others | Yes             | N.D.            | No                            | No                             |
| CommuniGate       | CommuniGate Systems                      | + / -                   | N.D.                                             | N.D.          | N.D.             | OOXML                            | No              | N.D.            | No                            | No                             |
| Enaio             | ECMind GmbH                              | + / -                   | N.D.                                             |               | N.D.             | N.D.                             | Yes             | N.D.            | No                            | No                             |
| eXo Platform      | eXo                                      | + / -                   | Java, JavaScript, CSS                            | GNU AGPL v3.0 | 2.3.0            | OOXML                            | Yes             | Yes             | No                            | No                             |
| Jalios            | Jalios                                   | + / -                   | N.D.                                             |               | 1.3.1            | DOC, XLS, PPT                    | Yes             | N.D.            | No                            | No                             |
| Maarch Courrier   | Maarch                                   | + / -                   | N.D.                                             | N.D.          | N.D.             | N.D.                             | N.D.            | N.D.            | No                            | No                             |
| OpenOLAT          | Frentix GmbH                             | + / -                   | N.D.                                             | N.D.          | N.D.             | N.D.                             | Yes             | N.D.            | No                            | No                             |
| Pintexx Workplace | Pintexx GmbH                             | + / -                   | N.D.                                             |               | N.D.             | N.D.                             | N.D.            | N.D.            | No                            | No                             |
| PowerFolder       | PowerFolder                              | + / -                   | N.D.                                             |               | N.D.             | N.D.                             | N.D.            | N.D.            | No                            | No                             |
| Pydio             | Pydio                                    | + / -                   | N.D.                                             |               | N.D.             | OOXML, ODF, DOCXF, OFORM, others | Yes             | N.D.            | No                            | Quasaro app support            |
| Quasar            | StieCon IT-Consulting GmbH               | + / -                   | N.D.                                             | N.D.          | N.D.             | N.D.                             | N.D.            | N.D.            | No                            | No                             |
| Seafile           | Seafile Ltd                              | + / -                   | N.D.                                             | N.D.          | N.D.             | N.D.                             | Yes             | Yes             | No                            | Yes                            |
| Talkspirit        | Talkspirit                               | + / -                   | N.D.                                             | N.D.          | N.D.             | N.D.                             | Yes             | N.D.            | No                            | No                             |
| WebWeaver         | DigiOnline GmbH                          | + / -                   | N.D.                                             | N.D.          | N.D.             | OOXML, ODF, DOCXF, OFORM, others | Yes             | N.D.            | No                            | No                             |
| WeDoc             | Jamespot                                 | + / -                   | N.D.                                             |               | N.D.             | N.D.                             | Yes             | N.D.            | No                            | No                             |
| XWiki             | XWiki SAS                                | + / -                   | JavaScript                                       | LGPL 2.1      | N.D.             | OOXML                            | Yes             | No              | No                            | No                             |
| FileCloud         | CodeLathe Technologies Inc               | - / +                   | N.D.                                             |               | N.D.             | OOXML                            | Yes             | N.D.            | No                            | No                             |
| OpenKM            | Open Document Management System S.L.     | - / +                   | N.D.                                             | GPL v2        | N.D.             | OOXML                            | Yes             | N.D.            | No                            | No                             |
| Drupal            | Ascensio System SIA                      | - / +                   | PHP, Twig, JavaScript                            | GPL v2        | 1.0.5            | OOXML, ODF, DOCXF, OFORM, altri  | Yes             | Yes             | No                            | No                             |
| OpenKM            | Ascensio System SIA                      | - / +                   | Python, JavaScript, HTML                         | GNU AGPL v3.0 | 1.0.0            | OOXML, ODF, DOCXF, OFORM, altri  | Yes             | Yes             | No                            | No                             |
| OpenKM            | Ascensio System SIA                      | - / +                   | JavaScript                                       | MIT           | 1.1.0            | OOXML, ODF, DOCXF, OFORM, altri  | Yes             | Yes             | No                            | No                             |
| Pipedrive         | Ascensio System SIA                      | + / -                   | Go, TypeScript                                   | Apache 2.0    | 1.0              | OOXML, ODF, DOCXF, OFORM, altri  | Yes             | Yes             | No                            | No                             |
| Box               | Ascensio System SIA                      | + / -                   | Go, HTML, Makefile                               | Apache 2.0    | 1.0.1            | OOXML, ODF, DOCXF, OFORM, altri  | Yes             | Yes             | No                            | No                             |
| Mattermost        | Ascensio System SIA                      | + / -                   | Go, TypeScript, Makefile, SCSS, HTML, JavaScript | Apache 2.0    | 1.1.3            | OOXML, ODF, DOCXF, OFORM, altri  | Yes             | Yes             | No                            | No                             |
| Odoo              | Ascensio System SIA                      | + / -                   | Python, JavaScript, HTML, SCSS                   | LGPL-3.0      | 2.0.0            | OOXML, ODF, DOCXF, OFORM, altri  | Yes             | Yes             | No                            | No                             |
| Strapi            | Ascensio System SIA                      | + / -                   | JavaScript, Shell                                | MIT license   |                  | OOXML, ODF, DOCXF, OFORM, altri  | Yes             | Yes             | No                            | No                             |
| WordPress         | Ascensio System SIA                      | + / -                   | PHP, JavaScript, CSS                             | GPL-2.0       |                  | OOXML, ODF, DOCXF, OFORM, altri  | Yes             | Yes             | No                            | No                             |

## Proprietà
Con sede in Lettonia, Ascensio System SIA, proprietario di OnlyOffice, era una filiale di New Communication Technologies con sede in Russia. A causa delle sanzioni economiche dell’UE nei confronti della Russia, alle organizzazioni europee che utilizzavano la versione commerciale di OnlyOffice è stato vietato di farlo.
Nell'agosto 2023 OnlyOffice ha annunciato una ristrutturazione della propria organizzazione. Ascensio System SIA sarebbe entrata sotto il controllo totale dalla britannica Ascensio System Ltd, che a sua volta sarebbe stata controllata al 100% da OnlyOffice Capital Group Pte. Ltd, holding di Singapore. Il motivo della registrazione della holding è stata la necessità di incorporare tutte le filiali esistenti sotto il marchio OnlyOffice. I beneficiari di OnlyOffice Capital Group Pte. Ltd. sono iscritti nel registro delle società di Singapore da parte di ACRA .

## OnlyOffice Docs
OnlyOffice include una suite di editing online dal nome OnlyOffice Docs che comprende:
- Editor di documenti (strumenti di stile e formattazione, oggetti, indici, segnalibri, confronto di documenti, mail merge, ecc.).
- Editor di fogli di calcolo (oltre 400 funzioni e formule, modelli di tabelle, intervalli denominati, grafici, equazioni, tabelle pivot, formattazione condizionale, macro, ecc.).
- Editor di presentazioni (strumenti di formattazione, oggetti, opzioni di stile, transizioni, animazioni, modalità Presentatore).
- Editor PDF (annotazioni sul testo, tra cui evidenziazione, sottolineatura, barratura; commenti, disegni a mano libera).
- Creatore e compilatore di moduli (campi compilabili multipli, proprietà estese dei campi, esportazione in PDF).

Gli editor consentono la modifica congiunta con due modalità di collaborazione: in tempo reale e con blocco dei paragrafi. Gli strumenti di comunicazione includono plugin per commenti, chat, Zoom, Jitsi e Rainbow per chiamate audio e video. Gli editor forniscono anche la cronologia delle revisioni e funzionalità di rilevamento delle modifiche.
La versione beta del predecessore di OnlyOffice Docs, Teamlab Document Editor, è stata presentata al CeBIT 2012 di Hannover. Il prodotto è stato realizzato utilizzando Canvas, una parte di HTML5 che consente il rendering dinamico e programmabile di forme 2D e immagini bitmap.
I formati di base utilizzati da OnlyOffice Docs sono OOXML (DOCX, XLSX, PPTX) e DOCXF e OFORM. Altri tipi di formati supportati (come ODT, DOC, RTF, EPUB, MHT, HTML, HTM, ODS, XLS, CSV, ODP, PPT, DOTX, XLTX, POTX, OTT, OTS, OTP, XML, XPS, DjVu e PDF- A) vengono elaborati grazie alla conversione interna in DOCX, XLSX o PPTX se è possibile la modifica.
Le funzionalità della suite possono essere estese utilizzando plugin (applicazioni laterali). Gli utenti possono scegliere dall'elenco di plugin esistenti o creare le proprie applicazioni utilizzando l'API fornita. OnlyOffice Docs supporta anche l'integrazione tramite WOPI.

## OnlyOffice Docspace
OnlyOffice DocSpace è una piattaforma di collaborazione cloud di OnlyOffice che combina editor online e un ambiente di condivisione basato sulle stanze.
Si possono creare stanze di diverso tipo:
- Nelle stanze di collaborazione, gli utenti hanno accesso a tutti gli strumenti di modifica negli editor e possono accedere liberamente a qualsiasi contenuto.
- Nelle stanze pubbliche è possibile invitare gli utenti tramite collegamenti esterni per consentire loro la visualizzare dei file senza necessità di registrarsi, nonché incorporare i contenuti delle stanze nelle interfacce web.
- Nelle stanze personalizzate è possibile concedere i ruoli di: gestore della stanza, utente esperto, visualizzatore, editor, commentatore, revisore e compilatore di moduli, con il corrispondente livello di accesso ai file nella stanza.

Oltre ai vari livelli di accesso, gli amministratori di DocSpace possono autonomamente regolare le impostazioni di sicurezza per controllare la procedura di accesso e prevenire fughe di dati, comprese opzioni come 2FA e Single Sign-On, domini di posta affidabili e durata della sessione, restrizione IP, ecc.
OnlyOffice DocSpace fornisce agli utenti i plugin di sistema che consentono di utilizzare funzionalità extra al momento dell'attivazione, come la conversione di file in PDF, la funzione speech-to-text, la creazione di diagrammi draw.io. È anche possibile creare e collegare i propri plugin.
Gli amministratori possono integrare DocSpace con servizi di parti terze come Box, Dropbox, OneDrive, Amazon AWS S3, Google Cloud Storage, ecc. per l'archiviazione dei backup; Google, Facebook, LinkedIn: per accedere rapidamente a DocSpace.
OnlyOffice DocSpace è un software basato su cloud offerto come soluzione SaaS e on-premise.

## OnlyOffice Workspace
L'interfaccia di OnlyOffice è suddivisa in diversi moduli: Documenti, CRM, Progetti, Posta, Community, Calendario e Talk. Sono combinati in un pacchetto chiamato OnlyOffice Groups che, insieme a OnlyOffice Docs, fa parte di OnlyOffice Workspace.
Il modulo Documenti è un sistema di gestione e condivisione di documenti per file OnlyOffice. Il lettore audio e video integrato consente di riprodurre contenuti multimediali dai file archiviati in OnlyOffice.
Il modulo Progetti è stato sviluppato per gestire le fasi del progetto: pianificazione, gestione del team e delega dei compiti, monitoraggio e reporting. Questo modulo include anche diagrammi di Gantt per illustrare le fasi del progetto e le dipendenze tra le attività.
Il modulo CRM consente di mantenere i database dei clienti, le transazioni e le vendite potenziali, le attività e la cronologia delle relazioni con i clienti. Questo modulo fornisce anche la fatturazione online e i report sulle vendite.
Il modulo Mail combina un server di posta per la creazione di caselle di posta con il proprio dominio e un aggregatore di posta per la gestione centralizzata di più caselle di posta.
Il modulo Calendario consente di pianificare e monitorare eventi personali e aziendali, scadenze delle attività in Progetti e CRM, inviare e ricevere inviti ad eventi.
Il modulo Community offre funzionalità di social network aziendale: sondaggi, blog e forum aziendali, notizie, ordini e annunci e un messenger.

## Tecnologia
OnlyOffice Docs (Document Server) gestisce editor di documenti di testo, fogli di calcolo, presentazioni, PDF e moduli. Il sistema è tecnologicamente basato su HTML5 Canvas, JavaScript SDK e Node.js per lo scripting lato server.
OnlyOffice DocSpace è basato su .NET Core e la versione più recente di NET per il lato server, e su React per il lato client. Altri componenti tecnologici per il back-end includono С#, MySQL, Kafka, ElasticSearch; per il front-end: ES6, CSS/SASS, Mobx, Styled-Components, i18next, Webpack 4/5.
OnlyOffice Workspace è composto da Document Server, Community Server e Mail Server. Il Community Server è scritto in ASP. NET per Windows e in Mono per Linux e distribuzioni. Il server di posta è basato sul pacchetto iRedMail composto da Postfix, Dovecot, SpamAssassin, ClamAV, OpenDKIM, Fail2ban.

## App desktop e mobili
OnlyOffice Desktop è la versione offline della suite di editing OnlyOffice. L'applicazione desktop supporta funzionalità di modifica collaborativa quando è connessa al portale, Nextcloud, ownCloud, kDrive, Seafile, o Liferay . Viene offerta gratuitamente sia per uso personale che commerciale.
Gli editor desktop sono multipiattaforma disponibili per Windows XP o versioni successive (x86 e x64), Debian, Ubuntu e distribuzioni Linux basate su RPM, macOS 10.10 e versioni successive, inclusi i computer basati su Apple Silicon. Oltre alle versioni specifiche della piattaforma esiste anche un'opzione portatile . Solo gli editor desktop di Office sono disponibili per l'installazione come pacchetti Flatpak, Snap e AppImage su Linux.
Gli editor sono compatibili con i formati MS Office (OOXML) e OpenDocument (ODF) e supportano DOC, DOCX, ODT, RTF, TXT, PDF, HTML, EPUB, XPS, DjVu, XLS, XLSX, ODS, CSV, PPT, PPTX, ODP, DOTX, XLTX, POTX, OTT, OTS, OTP e PDF-A.
Proprio come la suite di editing online, il set di strumenti di base di OnlyOffice Desktop può essere aggiornato utilizzando i plugin.
Gli editor desktop sono distribuiti con la licenza AGPL-3.0-only sia per uso personale che commerciale.
Gli editor di OnlyOffice sono disponibili anche come applicazione mobile per iOS e Android . L'applicazione si chiama OnlyOffice Documents.
All'inizio del 2019, OnlyOffice ha annunciato il lancio di un'anteprima per programmatori della crittografia end-to-end dei documenti (file, modifica online e collaborazione) che coinvolge la tecnologia blockchain ed è inclusa nelle funzionalità della suite desktop. Nel 2020, gli sviluppatori hanno annunciato stanze private basate sull'algoritmo AES-256 e sulla crittografia asimmetrica RSA.
OnlyofficeDesktop Editors è disponibile di default nei seguenti sistemi operativi:
| Nome                       | Disponibilità                     |
| -------------------------- | --------------------------------- |
| Fratello OS                | Pre installato                    |
| Sistema operativo Cutefish | Disponibile nel negozio ufficiale |
| Approfondimento            | Disponibile nel negozio ufficiale |
| Scuole Linux               | Pre installato                    |
| Collegamento               | Pre installato                    |
| Linspirare                 | Pre installato                    |
| Linux Mint                 | Disponibile nel negozio ufficiale |
| LinuxFX                    | Pre installato                    |
| Manjaro                    | Disponibile a Pamac               |
| risiOS                     | Pre installato                    |
| SparkyLinux                | Pre installato                    |
| Zorin OS                   | Disponibile nel negozio ufficiale |

## Storia
- Nel 2009, un gruppo di sviluppatori di software, guidato da Lev Bannov, ha lanciato un progetto chiamato TeamLab, una piattaforma per la collaborazione interna ai team che comprendeva diverse funzionalità di social computing (ad esempio blog, forum, wiki, segnalibri).[31]
- Nel marzo 2012, TeamLab ha presentato i primi editor di documenti basati su HTML5 al CeBIT.[17]
- Nel luglio 2014, Teamlab Office è stato ufficialmente rinominato OnlyOffice e il codice sorgente del prodotto è stato pubblicato su SourceForge e GitHub in termini di AGPL-3.0-only.[32]
- Nel marzo 2016, gli sviluppatori di OnlyOffice hanno rilasciato un'applicazione desktop: OnlyOffice Desktop Editors, che si posiziona come alternativa open source a Microsoft Office[25]
- Nel febbraio 2017 è stata lanciata l'app per l'integrazione con ownCloud/Nextcloud.[33]
- Nel febbraio 2018, OnlyOffice Desktop Editors è diventato disponibile come pacchetto snap.[34]
- Nel gennaio 2019, OnlyOffice ha annunciato il rilascio della funzionalità di crittografia end-to-end.[29]
- Nell'agosto 2019, Document Builder è stato pubblicato su GitHub con la licenza AGPL-3.0-only.[35]
- Nel novembre 2019, OnlyOffice è entrato nell'AWS Marketplace.[36]
- Nel gennaio 2020, OnlyOffice ha lanciato l'App Directory.[37]
- Nel settembre 2020, OnlyOffice ha rinominato il proprio portfolio di prodotti, introducendo OnlyOffice Workspace, OnlyOffice Docs e OnlyOffice Groups. Ha inoltre rilasciato Groups (piattaforma di collaborazione) sotto la licenza Apache.[38]
- Nell'ottobre 2020, OnlyOffice ha annunciato la conformità all'HIPAA[39]
- Nel settembre 2021, OnlyOffice ha aggiunto il supporto per WOPI.[19]
- Nell'ottobre 2021, OnlyOffice ha ricevuto il premio Gold di Cloud Computer Insider.[40]
- Nel gennaio 2022, il progetto ha introdotto OnlyOffice Forms.[41]
- Nel 2023, OnlyOffice ha aperto nuovi uffici in Armenia (assistenza clienti), Singapore (vendite) e Uzbekistan (sviluppo).[42]
- Nell'aprile 2023, OnlyOffice ha rilasciato la nuova soluzione OnlyOffice DocSpace.[20]
- Nell'agosto 2023 OnlyOffice ha riorganizzato la propria struttura societaria e ha aperto una holding a Singapore.[43]
- Nell'ottobre 2023, OnlyOffice ha rilasciato l'editor PDF nativo.[44]
- Nell'ottobre 2023, OnlyOffice ha ricevuto il premio Platinum del Cloud Computing Insider Awards, nella categoria Cloud Content Management.[45]
- Nel febbraio 2024, OnlyOffice ha introdotto il supporto RTL
- Nel giugno 2024, OnlyOffice ha rilasciato l'editor PDF completo di funzionalità
- Nel agosto 2024, OnlyOffice ha registrato un dipartimento ufficiale a Shanghai, in Cina.
- Nel novembre 2024, OnlyOffice lancia Virtual Data Room per sicurezza e trasparenza avanzate dei file con indicizzazione automatizzata e tracciamento dei contenuti.